# Pinal de Amoles
Pinal de Amoles è una città dello stato di Querétaro, nel Messico centrale, capoluogo della omonima municipalità.
La popolazione della municipalità è di 27.100 abitanti e ha una estensione di 705,3 km².